# Seton I. Miller
Seton Ingersoll Miller (Chehalis (Washington) 3 de maig 1902 – Woodland Hills 29 març 1974) guionista i productor de pel·lícules a Hollywood. Durant la seva carrera va treballar amb grans directors com Howard Hawks i Michael Curtiz.

## Biografia
Es va graduar a Yale. Miller va començar escrivint històries per al cinema mut a finals de la dècada de 1920. Membre del sector d'escriptors d'esquerra als anys 30, es va especialitzar en el gènere negre col·laborant amb Howard Hawks i altres en el guió de la pel·lícula Scarface (1932). A rel de la implantació del codi Hays el 1934, la Warner Bros. va sol·licitar els seus serveis per adaptar els diàlegs i les històries relacionades amb els personatges criminals d'abans de la norma al nou sistema. Els seus guions per a G-men (1935) i Bullets or Ballots (1936) van transformar amb èxit gàngsters de la pantalla gran com James Cagney o Edward G. Robinson amb lluitadors contra el crim. La seva època culminant va ser abans de la Segona Guerra Mundial. Amb Norman Reilly Raine va escriure el guió de The adventures of Robin Hood (1938). Va adaptar moltes novel·les i peces teatrals al cinema com per exemple Ministry of fear (1944) de Graham Greene. Va treballar a Hollywood de manera regular fins al 1959, quan va col·laborar en el guió de The last mile (1959), moment en què va deixar la indústria més d'una dècada. Quan tenia 70 anys va tornar breument amb el guió de A knife for the Ladies (1974).

## Premis i nominacions
L'any 1941, conjuntament amb Sidney Buchman van guanyar l'Oscar al millor guió adaptat per Here comes Mr. Jordan. L'any 1931 va estar nominat, conjuntament amb Fred Niblo Jr. al millor guió adaptat per The criminal code.

## Filmografia parcial
S'esmenten els títols, l'any d'estrena de la pel·lícula i si va actuar com a guionista o productor
- Paid to Love (1927, guió, coguionista)
- Two Girls Wanted (1927, coguionista)
- High School Hero (1927, coguionista)
- Wolf Fangs (1927, guió)
- A Girl in Every Port (1928, guió)
- Fazil (1928, coguionista)
- The Cowboy Kid (1928, coguionista)
- The Girl-Shy Cowboy (1928, coguionista)
- The Air Circus (1928, coguionista)
- The Far Call (1929, coguionista)
- The Lone Star Ranger (1930, coguionista)
- Harmony at Home (1930, coguionista)
- The Dawn Patrol (1930, coguionista)
- Today (1930, guió)
- The Criminal Code (1931, coguionista)
- Scarface (1932, coguionista)
- The Crowd Roars (1932, coguionista)
- If I Had a Million (1932, coguionista)
- Once in a lifetime (1932, guió)
- Hot Saturday (1932, coguionista)
- The Last Mile (1932, guió)
- Murders in the zoo (1933, coguionista)
- L'àliga i el falcó (The Eagle and the Hawk) (1933, coguionista)
- Master of men (1933, coguionista)
- Gambling ship (1933, coguionista)
- Midnight Club (1933, coguionista)
- Charlie Chan's Courage (1934, guió)
- The St. Louis kid (1934, coguionista)
- Murder on a honeymoon (1935, coguionista)
- G-Men (1935, guió)
- Frisco Kid (1935, coguionista)
- It Happened in New York (1935, coguionista)
- The Leathernecks Have Landed (1936, guió)
- Bullets or Ballots (1936, coguionista)
- Back in Circulation (1936, coguionista)
- Two in the dark (1936, coguionista)
- Kid Galahad (1937, guió)
- Les aventures de Robin Hood (The Adventures of Robin Hood) (1938, coguionista)
- Penitentiary (1938, coguionista)
- Valley of the Giants (1938, coguionista)
- The Dawn Patrol (1938, coguionista)
- Castle on the Hudson (1940, coguionista)
- El falcó del mar (The Sea Hawk) (1940, coguionista)
- Here Comes Mr. Jordan (1941, coguionista)
- This Woman Is Mine (1941, coguionista)
- The Black Swan (1942, coguionista)
- My Gal Sal (1942, coguionista)
- Ministry of fear (1944, guió)
- Two Years Before the Mast (1946, coguionista i producció)
- The bride wore boots (1946, producció)
- Calcutta (1947, guió i producció)
- California (1947, coguionista i producció)
- Singapore (1947, coguionista)
- Fighter Squadron (1948, coguionista i producció)
- Convicted (1950, coguionista)
- The man who cheated himself (1950, coguionista)
- Queen for a Day (1951, coguionista i producció)
- The Mississippi Gambler (1953, guió)
- The Shanghai Story (1954)
- Rifles de Bengala (Bengal Brigade) (1954, coguionista)
- Istanbul (1957, guió)
- The Last Mile (1959, coguionista)
- A knife for the Ladies (1974, guió)